# Niederbruck
Niederbruck korábbi község Franciaországban, Haut-Rhin megyében. Lakosainak száma 418 fő (2018. január 1.). Niederbruck Kirchberg, Masevaux-Niederbruck és Sickert községekkel határos.
2016. január 1-jén Masevaux korábbi községgel egyesült és az így létrejött Masevaux-Niederbruck új község része lett.

## Népesség
A település népességének változása:
| Lakosok száma | 249  | 275  | 305  | 352  | 364  | 448  | 454  | 437  | 429  | 418  |
|               | 1962 | 1968 | 1975 | 1982 | 1990 | 2008 | 2013 | 2015 | 2017 | 2018 |